# Johann Blankenfelde
Johann Blankenfelde (ur. ok. 1471 w Berlinie, zm. 9 września 1527 w Torquemadzie, Kastylia) – biskup Rewla (ob. Tallinn) w latach 1514–1518, 1518–1527 biskup Dorpatu (ob. Tartu), 1524–1527 arcybiskup Rygi.

## Życiorys
Syn berlińskiego handlowca i burmistrza Thomasa von Blankenfelde. Studiował prawo w Lipsku, Frankfurcie nad Odrą i Bolonii. Po ukończeniu doktoratu 2 sierpnia 1503 został profesorem zwyczajnym we Frankfurcie nad Odrą, 1507 rektorem Uniwersytetu Brandenburskiego we Frankfurcie, Piastował wiele urzędów kościelnych. Ostatnie chwile życia spędził na Półwyspie Iberyjskim.